# Jean Coenen
Johannes Catharina Godefridus Willibrordus (Jean) Coenen (Eindhoven, 29 april 1956 - Maasbracht, 2 juni 2010) was een Nederlands historicus en onderwijzer.
Coenen groeide op in Geldrop. Hij studeerde geschiedenis aan de Universiteit Utrecht tussen 1975 en 1981. Vanaf 1970 was hij actief als lokaal historicus, en in 1974 publiceerde hij zijn eerste artikel over de teuten. Na zijn afstuderen werkte hij aanvankelijk bij de afdeling militaire geschiedenis en strategie aan de KMA te Breda. Vanaf 1983 was hij als leraar geschiedenis werkzaam aan verschillende onderwijsinstellingen, zoals het voormalige Helmonds Avondcollege (nu: ROC Ter Aa, sector Vavo) en vanaf 1988 aan het Lorentz Casimir Lyceum in Eindhoven.
Daarnaast ging zijn belangstelling uit naar regionale geschiedenis over Peelland, Kempenland en het aangrenzende Limburgse gebied. Hij studeerde af op een scriptie over de schouten en secretarissen van Peelland tussen 1629 tot 1795. Drie jaar na zijn afstuderen richtte hij het Bureau voor Regionaal Historisch Onderzoekop. Als historicus schreef hij vanaf dat moment publieksboeken over de geschiedenis van de gemeenten Asten, Geldrop, Aarle-Rixtel, Heeze, Leende, Son, Best, Nuenen, Someren, Boxtel, Mierlo, Veldhoven en Weert.
Ook zat hij 17 jaar lang in de jury van het Streekspel van Omroep Brabant en was hij kapitein van het gilde Sint-Joris te Zesgehuchten.
Coenen woonde sinds 1998 in Maasbracht. Hij overleed op 54-jarige leeftijd. Jean Coenen was getrouwd en had vier kinderen. Hij werd begraven met gilde-eer op begraafplaats 't Zand te Geldrop.